# Diretto
Il diretto («straight» in inglese) è un tipo di pugno del pugilato.
Un diretto sferrato con la mano sinistra (nel caso di un pugile destrorso) prende il nome di jab, mentre un diretto destro viene detto cross.

## Esecuzione ed uso
Il suo nome deriva dal fatto che il pugno, in questo caso, segue una linea retta, con l'obiettivo di centrare frontalmente l'avversario. Il colpo prende la propria forza dalla torsione del corpo.
Il jab è generalmente il pugno più debole del pugilato, ma anche il più veloce ed è il colpo che viene eseguito più di frequente. Può essere utilizzato in maniera difensiva per tenere a distanza l'avversario, anche mentre si arretra, o in maniera offensiva per fare punti o iniziare una combinazione. Molto spesso, i pugili finiscono un'azione con un jab sferrato mentre arretrano, al fine di disturbare l'azione avversaria ed evitare un contrattacco.
Il cross è più lento e corto del jab ma genera molta più forza; a causa del suo corto raggio raramente viene utilizzato come colpo singolo, se non sulla corta distanza. Viene spesso utilizzato per contrattaccare un jab. Il cross trova anche largo impiego quando un pugile destrorso ed uno mancino si fronteggiano, posto che un jab difficilmente potrebbe andare a segno efficacemente senza incontrare la mano dell'avversario.

## Combinazioni
La combinazione di due diretti, ognuno dei quali sferrato con una diversa mano, prende il nome di uno-due.